# ホプキンス郡 (ケンタッキー州)
ホプキンス郡（英: Hopkins County）は、アメリカ合衆国ケンタッキー州の西部に位置する郡である。2010年国勢調査での人口は46,920人であり、2000年の46,519人から0.9%増加した。郡庁所在地はマディソンビル市（人口19,591人）であり、同郡で人口最大の都市でもある。ホプキンス郡は1807年にヘンダーソン郡から分離して設立され、郡名はアメリカ独立戦争と米英戦争の双方で将軍であり、後にケンタッキー州議会議員、アメリカ合衆国下院議員を務めたサミュエル・ホプキンス（1753年-1819年）に因んで名付けられた。
ホプキンス郡はその全体でマディソンビル小都市圏を構成している。地形はポンド川、トレイドウォーター川、グリーン川の広い川に沿った平地から、郡南部と中部の丘陵性のうねった地形まである。南部では炭鉱が操業中であり、北部では農業が主産業である。主要作物は大豆、トウモロコシ、タバコがある。石炭の他の天然資源としては石油と天然ガスがある。石炭生産量（7億8,200万トン）と埋蔵量（72億トン）では州内第2位の郡である。

## 歴史
ホプキンス郡となった地域の初期住人はインディアンであり、狩猟を行い、農耕を行っていた。その住居跡の1つがフォートリッジの粗い石造り構造物であり、露天掘り鉱業で破壊されてきた。初期開拓者はアメリカ独立戦争の退役兵で、バージニア州からグリーン川の南西地域に土地特許を得ていた。その中にはプロイセン出身のストイベン男爵がいた。ストイベンは1766年から1777年の冬をバレーフォージで過ごし、ジョージ・ワシントンの大陸軍を訓練した。土地の伝承によれば、ストイベン男爵は初めて地域を訪れたときにインディアンの攻撃で負傷し、その土地の権利を諦めたということである。郡内北西部にあった数千エーカーに及ぶストイベンの特許土地からは塩水の泉が湧き出ており、後にストイベンのリックと呼ばれた。1880年代までに泉の場所にできた町はマニトーと呼ばれた。
郡内の道はけものみちを辿る場合が多く、多くの塩水泉や鉱物泉に繋がっていた。主要な道は郡庁所在地のマディソンビルと北のヘンダーソン、南のホプキンスビル、南東のラッセルビルとを繋ぐものだった。他の多くの道は、ポンド川やトレイドウォーター川とその支流にある製粉所や渡し場に繋がっていた。
1829年1月3日、郡の北東部にあるアシュビーバーグの町が法人化された。グリーン川沿いにあり、19世紀には蒸気船の上陸点として繁栄した。その他南北戦争以前の町としてはマディソンビルの北西にあるニーボ、郡南西部で宿屋を経営した解放奴隷の黒人フリー・チャールズに因むチャールストンがあった。
ホプキンス郡は南北戦争で分裂した。北軍支持者はジェイムズ・M・シャックルフォードが徴兵したケンタッキー第35騎馬歩兵連隊に入隊した。アダム・ランキン・ジョンソンはそのケンタッキー第10騎兵隊のために南軍支持者を集めた。1864年12月17日、マディソンビルの郡庁舎は、ハイラン・ベントン・ライアンが率いた南軍ケンタッキー部隊が州西部を通過するときに焼かれた。そこはそれまで北軍兵を収容するために使われていた。しかし、北軍による厳しい政策が住民に不満を生み、南軍側に対する同情を増やしていた。その時以来、地元の政治は民主党に偏ったものになった。
19世紀の大半で郡内の主要産業は農業であり、タバコが主要作物だった。1837年頃、地元の鍛冶屋ジェイムズ・ウールフォークが、自分の土地で石炭の露出部を見つけた。アーリントンの町の名前の元になったジョン・ベイレス・アールが1869年に郡内初の炭鉱を開いた。鉱業はそれほど大きな産業になってはいなかったが、1870年、ルイビル・アンド・ナッシュビル鉄道がその線をヘンダーソンからマディソンビルを通ってナッシュビルまで南進させた。その2年後、エリザベスタウン・アンド・パデューカ鉄道（現在はパデューカ・アンド・ルイビル鉄道）が郡の東から入ってきた。鉄道停車駅の近くに、モートンズ、ハンソン、ノートンビル、ホワイトプレーンズなど多くの町ができた。郡南西部のドーソンスプリングスはリゾート地として1880年代に繁栄を始めたが、1930年代の世界恐慌とともにその人気が衰えた。
1970年時点でホプキンス郡はミューレンバーグ郡に次いで西部炭田地域では2番目に石炭生産量の多い郡となり、州全体でもパイク郡に次いで第3位となっていた。1971年、石油生産では州内第5位だった。1990年には石炭と石油に関連する事業が主たる雇用主だった。1970年代初期に南北方向のペニーライル・パークウェイ、東西方向のウェスタン・ケンタッキー・パークウェイが建設されて、資源開発が進んだ。1987年、郡域の41%が農地であり、農地の72%が耕作されていた。

## 地理
ホプキンス郡は西部炭田地域に属している。アメリカ合衆国国勢調査局に拠れば、郡域全面積は554.23平方マイル (1,435.4 km2)であり、このうち陸地550.56平方マイル (1,425.9 km2)、水域は3.67平方マイル 9.5 km2)で水域率は0.66%である。

### 隣接する郡
- ウェブスター郡 - 北西
- マクリーン郡 - 北東
- ミューレンバーグ郡 - 南東
- クリスチャン郡 - 南
- コールドウェル郡 - 南西

## 人口動態
以下は2000年国勢調査による人口統計データである。
| 基礎データ - 人口: 46,519人 - 世帯数: 18,820 世帯 - 家族数: 13,399 家族 - 人口密度: 32人/km2（84人/mi2） - 住居数: 20,668軒 - 住居密度: 15軒/km2（38軒/mi2） 人種別人口構成 - 白人: 92.02% - アフリカン・アメリカン: 6.21% - ネイティブ・アメリカン: 0.19% - アジア人: 0.34% - 太平洋諸島系: 0.02% - その他の人種: 0.37% - 混血: 0.86% - ヒスパニック・ラテン系: 0.91% 年齢別人口構成 - 18歳未満: 24.2% - 18-24歳: 8.3% - 25-44歳: 28.2% - 45-64歳: 24.6% - 65歳以上: 14.7% - 年齢の中央値: 38歳 - 性比（女性100人あたり男性の人口） - 総人口: 91.0 - 18歳以上: 87.7 | 世帯と家族（対世帯数） - 18歳未満の子供がいる: 31.6% - 結婚・同居している夫婦: 56.3% - 未婚・離婚・死別女性が世帯主: 11.9% - 非家族世帯: 28.8% - 単身世帯: 25.8% - 65歳以上の老人1人暮らし: 11.5% - 平均構成人数 - 世帯: 2.43人 - 家族: 2.91人 収入と家計 - 収入の中央値 - 世帯: 30,868米ドル - 家族: 36,794米ドル - 性別 - 男性: 31,400米ドル - 女性: 20,014米ドル - 人口1人あたり収入: 17,382米ドル - 貧困線以下 - 対人口: 16.5% - 対家族数: 13.6% - 18歳未満: 24.4% - 65歳以上: 10.5% |

## 都市と町
| - チャールストン - ドーソンスプリングス - アーリントン - ハンソン - マディソンビル - 郡庁所在地 - モートンズギャップ | - ニーボ - ノートンビル - ドージャーハイツ - セントチャールズ - ホワイトプレーンズ - マニトー |

## 教育
郡内の公共教育は2つの教育学区が管轄している。ホプキンス郡教育学区がドーソンスプリングス市を除く郡内の大半を管轄している。ドーソンスプリングス独立教育学区が市を管轄している。これは幼稚園生から12年生の学校であるドーソンスプリングス・コミュニティ学校のみを管理している。ホプキンス郡教育学区には小学校10校、中学校5校、高校4校が入っている。

### 高等教育機関
- マディソンビル・コミュニティカレッジ